# ワルター・ヘンドル

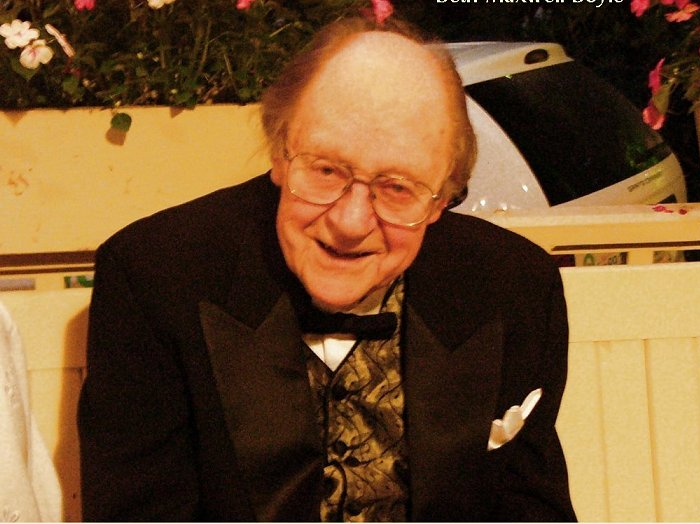
ワルター・ヘンドル

ワルター・ヘンドル（Walter Hendl, 1917年1月12日 - 2007年4月10日）はアメリカ合衆国の指揮者・作曲家・ピアニスト。ヤッシャ・ハイフェッツのお気に入りの指揮者として知られている。

## 略歴
ニュージャージー州ウェスト・ニューヨークに生まれ、フィラデルフィアのカーティス音楽院でフリッツ・ライナーに師事した。1939年から1941年までニューヨークシティのサラ・ローレンス・カレッジで教鞭を執り、1941年から1942年まで、セルゲイ・クーセヴィツキーのもとでバークシャー・ミュージックセンターのピアニストや指揮者を務めた。1945年にニューヨーク・フィルハーモニー交響楽団の准指揮者に就任。1949年から1958年までダラス交響楽団の音楽監督に就任した。シンフォニー・オブ・ジ・エアの指揮者としても活躍し、同オーケストラが1955年に東アジア巡業を行なった際にも指揮者に迎えられている。1972年に病気のために退任するまで、1953年から20年間にわたってチャトーカ交響楽団の音楽監督を務めた。
1958年にフリッツ・ライナーからシカゴ交響楽団の准指揮者に任命され、1963年までその地位にあった。同時期の1959年から1963年まで、ラヴィニア音楽祭の初代芸術監督にも就任している。1964年にシカゴ交響楽団を退任し、同年から1972年までニューヨーク州ロチェスターのイーストマン音楽学校の校長に就任する とともに、ロチェスター・フィルハーモニー管弦楽団の芸術顧問と非常勤指揮者も兼任した。
1976年には、ペンシルベニア州のエリー・フィルハーモニックの音楽監督に就任している。1990年にはエリーのマーシーハースト・カレッジの教授に就任した。
2007年にペンシルベニア州エリー郡ハーバークリーク・タウンシップにおいて、心臓発作と肺病のために他界した。

## その他
ヘンドルは合わせ上手な指揮者として知られ、ヤッシャ・ハイフェッツやヘンリク・シェリング、エリック・フリードマンとの共演によるヴァイオリン協奏曲の録音や、ヴァン・クライバーンやゲイリー・グラフマンとの共演によるピアノ協奏曲の録音は、ベストセラーに輝いている。
一方で同時代の音楽の擁護者としても知られ、1947年にはピーター・メニンの《交響曲 第3番》をニューヨーク・フィルハーモニー交響楽団で初演を指揮しており、1949年にはボフスラフ・マルティヌーの《ピアノ協奏曲第3番》をルドルフ・フィルクシュニーの独奏とダラス交響楽団との共演によって初演している。また、1954年にはアルド・パリゾの独奏とニューヨーク・フィルハーモニー交響楽団との共演でエイトル・ヴィラ＝ロボスの《チェロ協奏曲2番》の初演を、1965年にはイーストマン音楽学校の学生を起用してカバレフスキーの《レクイエム》の米国初演を指揮した。
作曲家としては、さまざまな劇付随音楽を手懸けているほか、管弦楽用の編曲を遺した。

## 註
1. ↑  John von Rhein (2007年4月13日). “Walter Hendl: 1917-2007: Famed conductor helped lead CSO”. Chicago Tribune 2007年7月16日閲覧。
2. ↑  Vivien Schweitzer (2007年4月12日). “Walter Hendl, Conductor at Dallas Symphony and Eastman School, Dies at 90”. Playbill Arts 2007年7月16日閲覧。